# Phyllophaga juquilana
Phyllophaga juquilana är en skalbaggsart som beskrevs av Moron 2000. Phyllophaga juquilana ingår i släktet Phyllophaga och familjen Melolonthidae. Inga underarter finns listade i Catalogue of Life.